# (3893) DeLaeter
(3893) DeLaeter – planetoida z grupy pasa głównego okrążająca Słońce w ciągu 3 lat i 281 dni w średniej odległości 2,42 j.a. Odkrył ją Michael Candy 20 marca 1980 roku w Obserwatorium w Perth. Nazwa planetoidy pochodzi od Johna DeLaetera – australijskiego naukowca.